# Lutzelbourg
Lutzelbourg [lytsəlbuʁ] (deutsch Lützelburg) ist eine Gemeinde im Département Moselle in der Region Grand Est (bis 2015 Lothringen) in Frankreich mit 558 Einwohnern (Stand 1. Januar 2022). Sie gehört zum Arrondissement Sarrebourg-Château-Salins.

## Geographie
Das Dorf liegt im historischen Lothringen, etwa 15 Kilometer östlich von Saarburg an der Zorn und am parallel verlaufenden Rhein-Marne-Kanal auf einer Höhe zwischen 205 und 397 m über dem Meeresspiegel. Das Gemeindegebiet umfasst 5,8 km².

## Geschichte

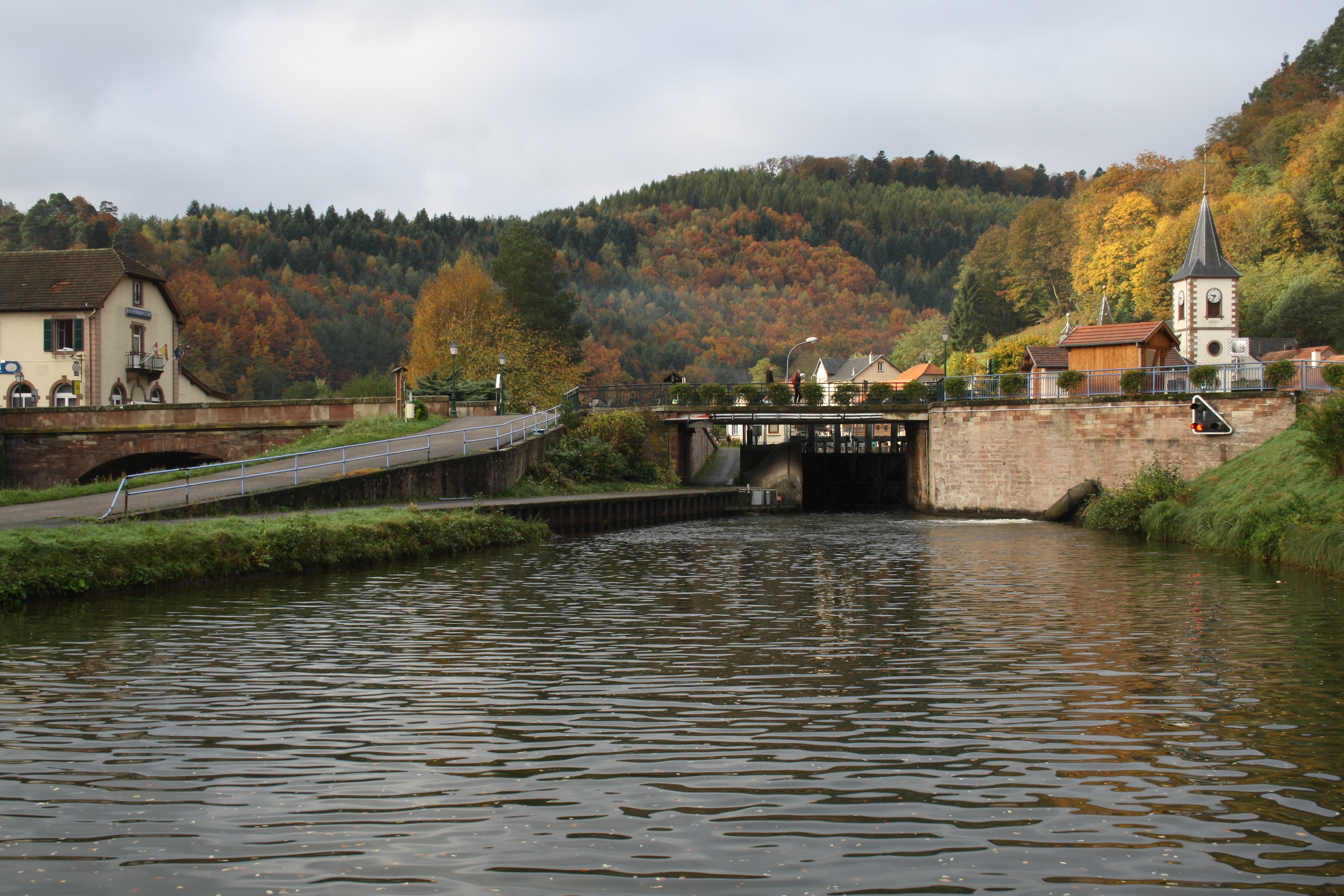
Rhein-Marne-Kanal in Lutzelbourg

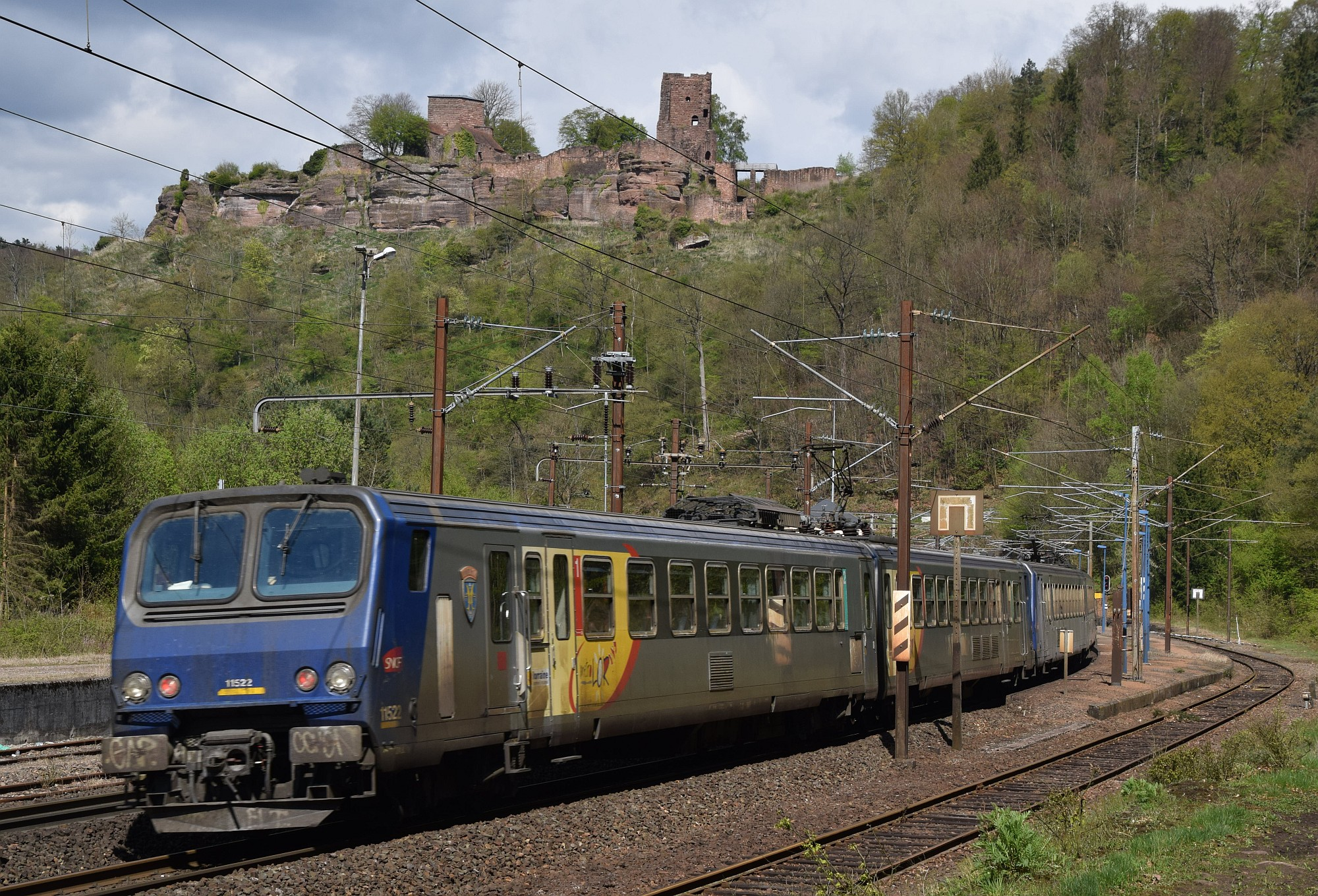
Ruine der Lützelburg und Bahnhof

Der Ort ist nach der mittelalterlichen Burg Lützelburg benannt; in ihr wurde 1159 der Graf von Saarwerden gefangen gehalten. Die Ortschaft gehörte zuerst zum Elsass und dann zu Lothringen. Das Schloss wurde 1523 durch die verbündeten Fürsten im Kampf gegen Franz von Sickingen  verwüstet und danach zusammen mit Pfalzburg verkauft. Die Ortschaft wurde 1661 von Frankreich annektiert.
Durch den Frankfurter Frieden vom 10. Mai 1871 kam die Region an das deutsche Reichsland Elsaß-Lothringen, und das Dorf wurde dem Kreis Saarburg im Bezirk Lothringen zugeordnet. Die Dorfbewohner betrieben etwas Ackerbau. Auf der Gemarkung des Dorfs gab es große Steinbrüche.
Nach dem Ersten Weltkrieg musste die Region aufgrund der Bestimmungen des Versailler Vertrags 1919 an Frankreich abgetreten werden und wurde Teil des Département Moselle. Im Zweiten Weltkrieg war die Region von der deutschen Wehrmacht besetzt.
Zwischen Lutzelbourg und Lützelburg (Ortsteil der Gemeinde Gablingen in Bayern) gibt es seit ca. 20 Jahren eine Partnerschaft, die in Form regelmäßiger Treffen ausgestaltet wird.

### Bevölkerungsentwicklung
| Jahr      | 1962 | 1968 | 1975 | 1982 | 1990 | 1999 | 2007 | 2019 |
| Einwohner | 811  | 807  | 798  | 768  | 705  | 695  | 643  | 568  |

## Sehenswürdigkeiten
- Lützelburg
- Schiffshebewerk Saint-Louis/Arzviller

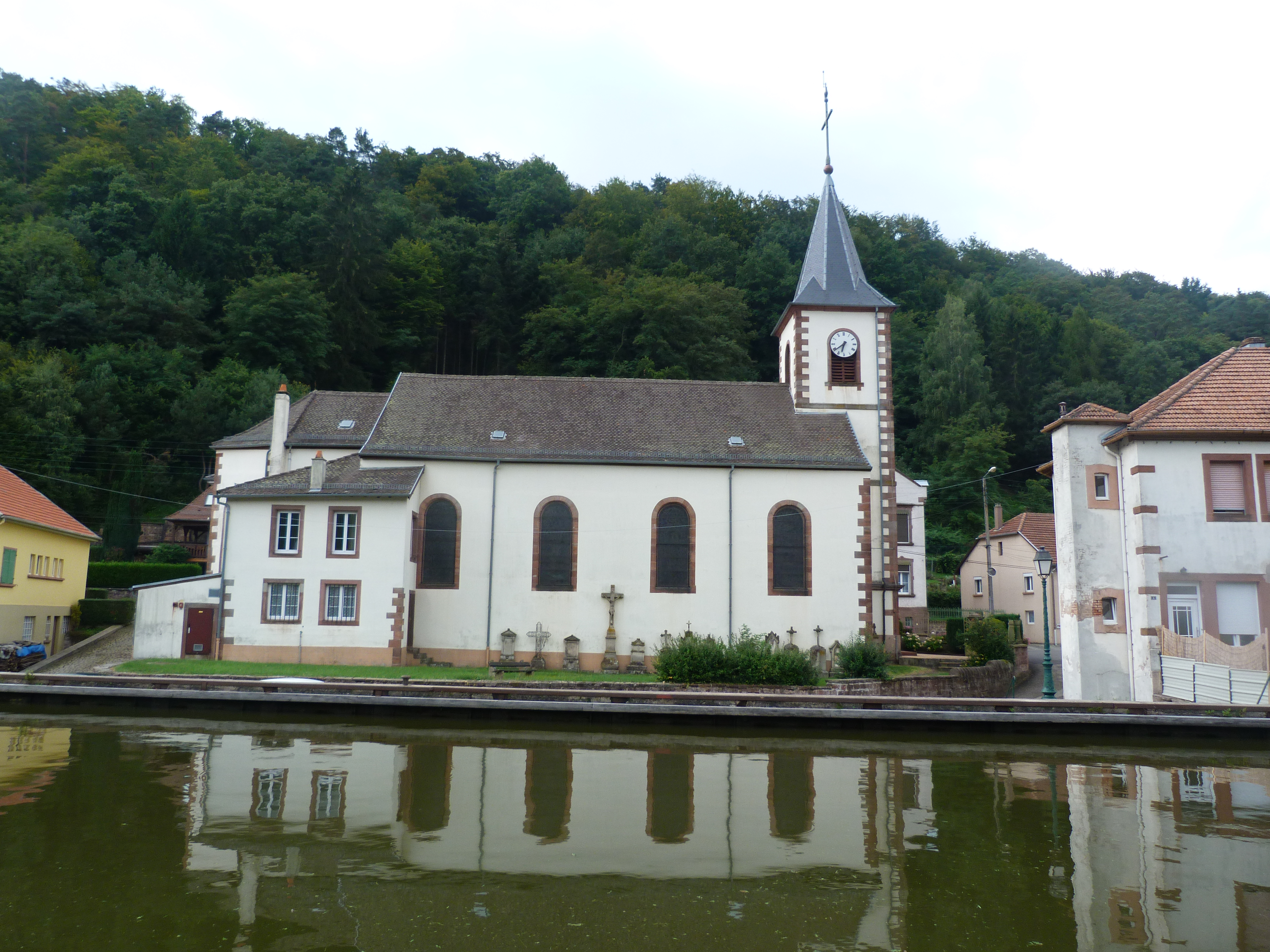
Kirche St. Michael
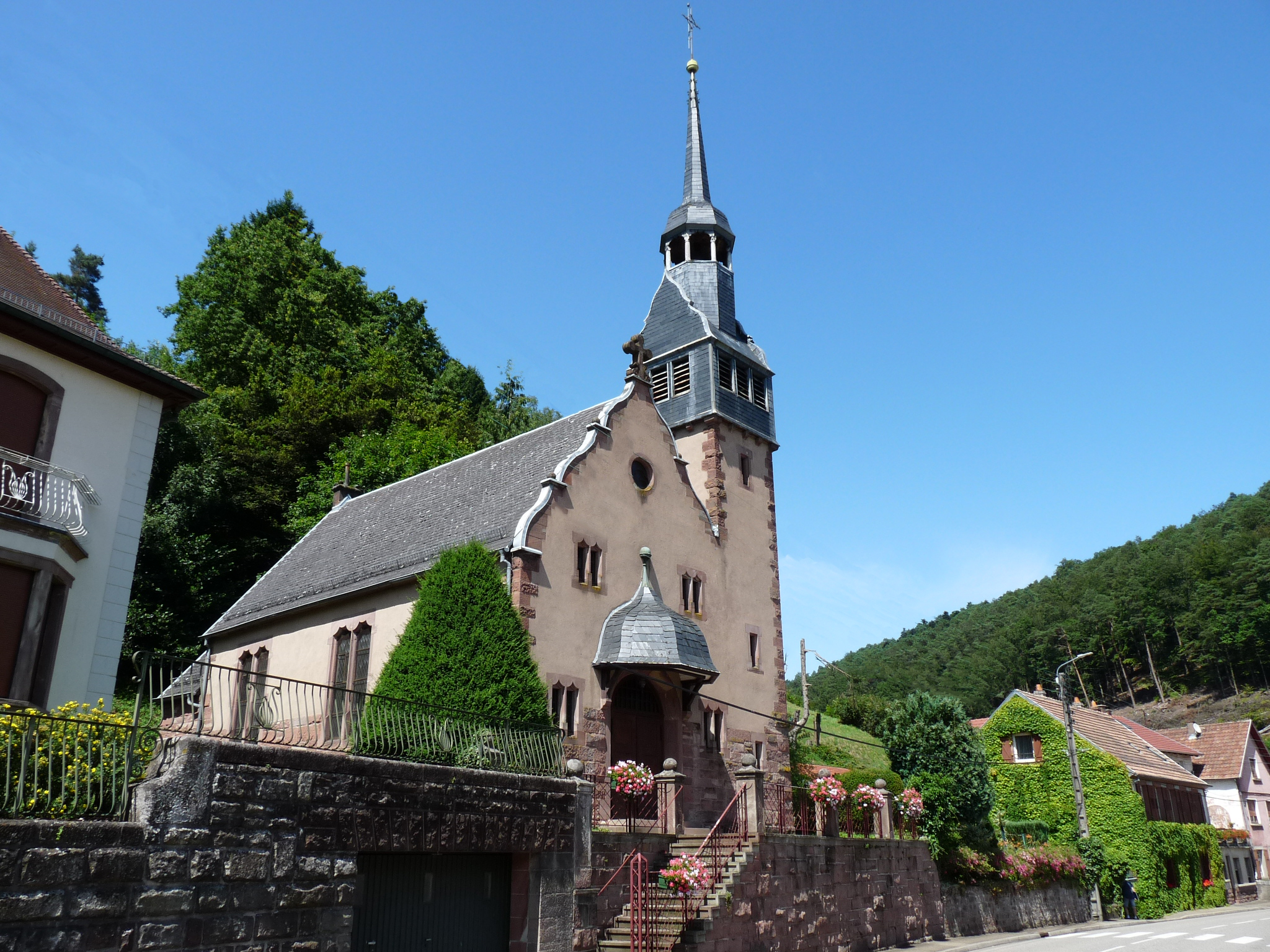
Evangelische Kirche

## Verkehr
Lutzelbourg hat einen Bahnhof an der Bahnstrecke Paris–Strasbourg. Früher begann hier auch die schmalspurige Bahnstrecke Lutzelbourg–Drulingen.